# خیسون (بازیکن فوتبال اسپانیایی)
خیسون (انگلیسی: Jason؛ زادهٔ ۶ ژوئیهٔ ۱۹۹۴) بازیکن فوتبال اهل اسپانیا است.
از باشگاه‌هایی که در آن بازی کرده‌است می‌توان به باشگاه فوتبال لوانته، باشگاه فوتبال آلباسته بالومپیه، و باشگاه فوتبال دپورتیوو لاکرونیا اشاره کرد.